# Чемпионат СССР по лыжным гонкам 1981
Лично-командный чемпионат СССР (53-й) проводился в 2 этапа.
I этап прошел в Раубичах (Белорусская ССР) с 5 по 8 февраля 1981 года. Разыграно 4 комплекта медалей в гонках на 15 и 50 км (мужчины), в гонках на 5 и 10 км (женщины).
II этап прошел в Сыктывкаре (Коми АССР) с 21 по 24 марта 1981 года. Разыграно 4 комплекта медалей в гонке на 30 км и эстафете 4×10 км (мужчины), в гонке на 20 км и эстафете 4х5 км (женщины).

## Медалисты

### Мужчины
|                  | Золото                                                                          | Серебро                                                                 | Бронза                                                                   |
| ---------------- | ------------------------------------------------------------------------------- | ----------------------------------------------------------------------- | ------------------------------------------------------------------------ |
| Гонка на 15 км   | Никитин Владимир «Зенит» Ижевск                                                 | Беляев Евгений «Динамо» Ленинград                                       | Савельев Сергей Вооружённые Силы Московская область                      |
| Гонка на 30 км   | Чайко Александр Вооружённые Силы Москва                                         | Кузнецов Владимир «Динамо» Ленинград                                    | Лукьянов Владимир «Динамо» Москва                                        |
| Гонка на 50 км   | Беляев Евгений «Динамо» Ленинград                                               | Иванов Анатолий «Динамо» Куйбышев                                       | Завьялов Александр Вооружённые Силы Московская область                   |
| Эстафета 4х10 км | Вооружённые Силы Чайко Александр Бажуков Николай Бакиев Розалин Савельев Сергей | «Зенит» Суздалев Михаил Пятыгин Александр Нечаев Павел Никитин Владимир | «Динамо» Рочев Василий Кузнецов Владимир Козел Александр Иванов Анатолий |

### Женщины
|                 | Золото                                                                           | Серебро                                                                           | Бронза                                                                               |
| --------------- | -------------------------------------------------------------------------------- | --------------------------------------------------------------------------------- | ------------------------------------------------------------------------------------ |
| Гонка на 5 км   | Лядова Любовь Вооружённые Силы Москва                                            | Хворова Раиса «Динамо» Ленинград                                                  | Заболотская Любовь «Зенит» Московская область                                        |
| Гонка на 10 км  | Лядова Любовь Вооружённые Силы Москва                                            | Хворова Раиса «Динамо» Ленинград                                                  | Заболотская Любовь «Зенит» Московская область                                        |
| Гонка на 20 км  | Кулакова Галина «Труд» Ижевск                                                    | Хворова Раиса «Динамо» Ленинград                                                  | Сметанина Раиса Сельские ДСО Сыктывкар                                               |
| Эстафета 4х5 км | «Труд» Першина(Трусова) Татьяна Амосова Зинаида Шамакова Надежда Кулакова Галина | «Динамо» Саморукова Наталья Линтарева(Тропак) Валентина Карась Анна Хворова Раиса | Вооружённые Силы Филина Надежда Спиридонова Алевтина Шеболкина Надежда Лядова Любовь |

Лично-командный чемпионат СССР (20-й) в лыжной гонке на 70 км среди мужчин проводился в Кандалакше 12 апреля 1981 года.

### Мужчины (70 км)
|                | Золото                                    | Серебро                           | Бронза                   |
| -------------- | ----------------------------------------- | --------------------------------- | ------------------------ |
| Гонка на 70 км | Сокорев Сергей Вооружённые Силы Ленинград | Лукьянов Владимир «Динамо» Москва | Александров Юрий «Зенит» |

Лично-командный чемпионат СССР (7-й) в лыжной гонке на 30 км среди женщин проводился в Апатитах Мурманской области 11 апреля 1981 года.

### Женщины (30 км)
|                | Золото                               | Серебро                       | Бронза                            |
| -------------- | ------------------------------------ | ----------------------------- | --------------------------------- |
| Гонка на 30 км | Парамонова Нина «Буревестник» Ижевск | Кулакова Галина «Труд» Ижевск | Саяпина Галина «Локомотив» Тамбов |